# 漢密爾頓布蘭奇 (加利福尼亞州)
漢密爾頓布蘭奇（英語：Hamilton Branch）是位於美國加利福尼亞州普盧默斯縣的一個人口普查指定地區。

## 地理
漢密爾頓布蘭奇的座標為40°16′26″N 121°05′45″W / 40.27389°N 121.09583°W，而該地最高點為海拔高度1410米（即4626英尺）。

## 人口
根據2010年美國人口普查的數據，漢密爾頓布蘭奇的面積為2.811平方千米，均為陸地。當地共有人口537人，而人口密度為每平方千米191人。